# Amnicola dalli
Amnicola dalli är en snäckart som först beskrevs av Henry Augustus Pilsbry och Beecher 1892.  Amnicola dalli ingår i släktet Amnicola och familjen tusensnäckor.

## Underarter
Arten delas in i följande underarter:
- A. d. dalli
- A. d. johnsoni

## Bildgalleri

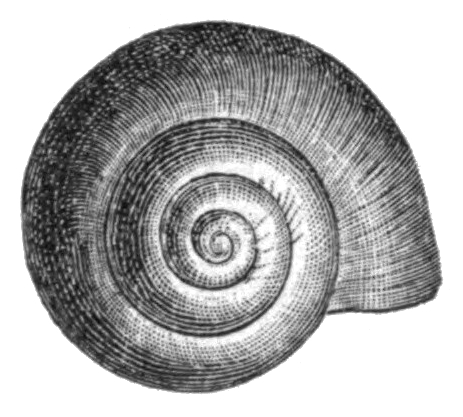
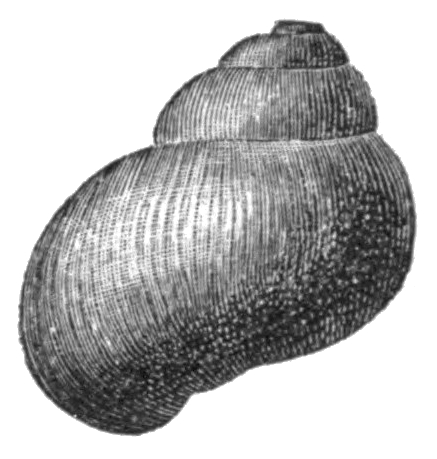
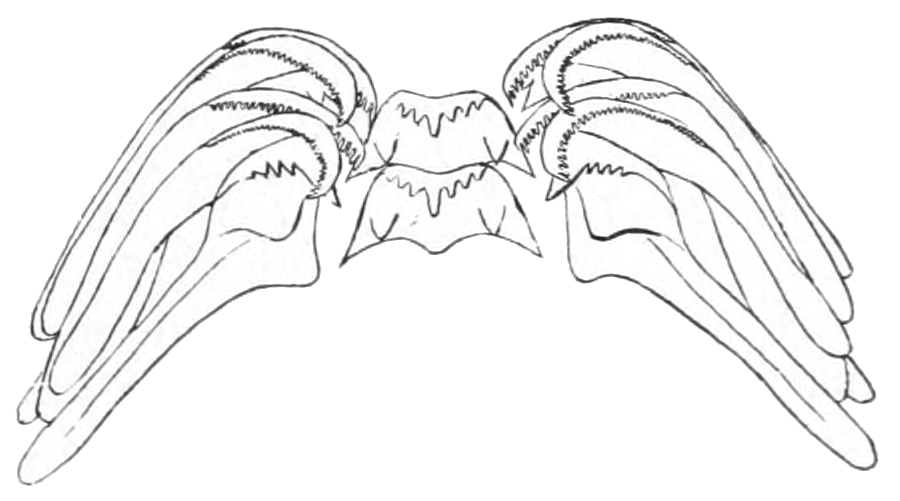